# Bulge Brackets
Le Bulge Bracket sono un gruppo di banche d'investimento internazionali di primo livello che dominano il settore dei servizi finanziari a livello globale. Queste istituzioni sono coinvolte in un'ampia gamma di attività, tra cui investment banking, trading di titoli, gestione patrimoniale, consulenza finanziaria e operazioni di fusione e acquisizione (M&A).

## Origine del termine
Il termine "bulge bracket" proviene dal posizionamento tipografico utilizzato nei documenti relativi alle offerte pubbliche iniziali (IPO) e ad altre operazioni finanziarie. Le banche che occupano la posizione più rilevante – generalmente elencate in cima e con caratteri più grandi o in grassetto – sono dette appartenenti al bulge bracket. Esse fungono solitamente da lead underwriter o bookrunner, ovvero coloro che coordinano e guidano l'operazione.

## Caratteristiche principali
Le banche del bulge bracket condividono alcune caratteristiche fondamentali:
- Presenza globale: uffici e operazioni in tutto il mondo.
- Ampia gamma di servizi: offrono corporate finance, trading, asset management, ricerca azionaria e debitoria.
- Clientela diversificata: comprendente governi, grandi aziende, istituzioni finanziarie, investitori istituzionali e clienti privati ad alto patrimonio (HNWI).
- Alta capitalizzazione: sono tra le istituzioni finanziarie più grandi e capitalizzate al mondo.

## Principali banche del Bulge Bracket
L’elenco delle banche del bulge bracket può variare leggermente nel tempo, ma tipicamente include:
- Goldman Sachs
- JPMorgan Chase
- Morgan Stanley
- Bank of America Merrill Lynch (ora BofA Securities)
- Citigroup
- Barclays
- Credit Suisse (fino alla sua acquisizione da parte di UBS nel 2023)
- UBS
- Deutsche Bank

## Distinzione da altri gruppi bancari
Oltre al bulge bracket, il settore dell'investment banking è suddiviso in altre categorie, come:
- Middle Market Banks: banche di dimensioni medie che si concentrano su operazioni più contenute, spesso a livello regionale.
- Boutique Banks: banche specializzate in settori o servizi specifici (ad esempio, solo M&A), con una presenza più limitata.

## Ruolo nell'economia
Le bulge bracket svolgono un ruolo fondamentale nei mercati dei capitali internazionali. Facilitano la raccolta di capitale, la gestione dei rischi finanziari e l’allocazione efficiente delle risorse, contribuendo così allo sviluppo dell’economia globale.